# Antiche unità di misura del circondario di Bergamo

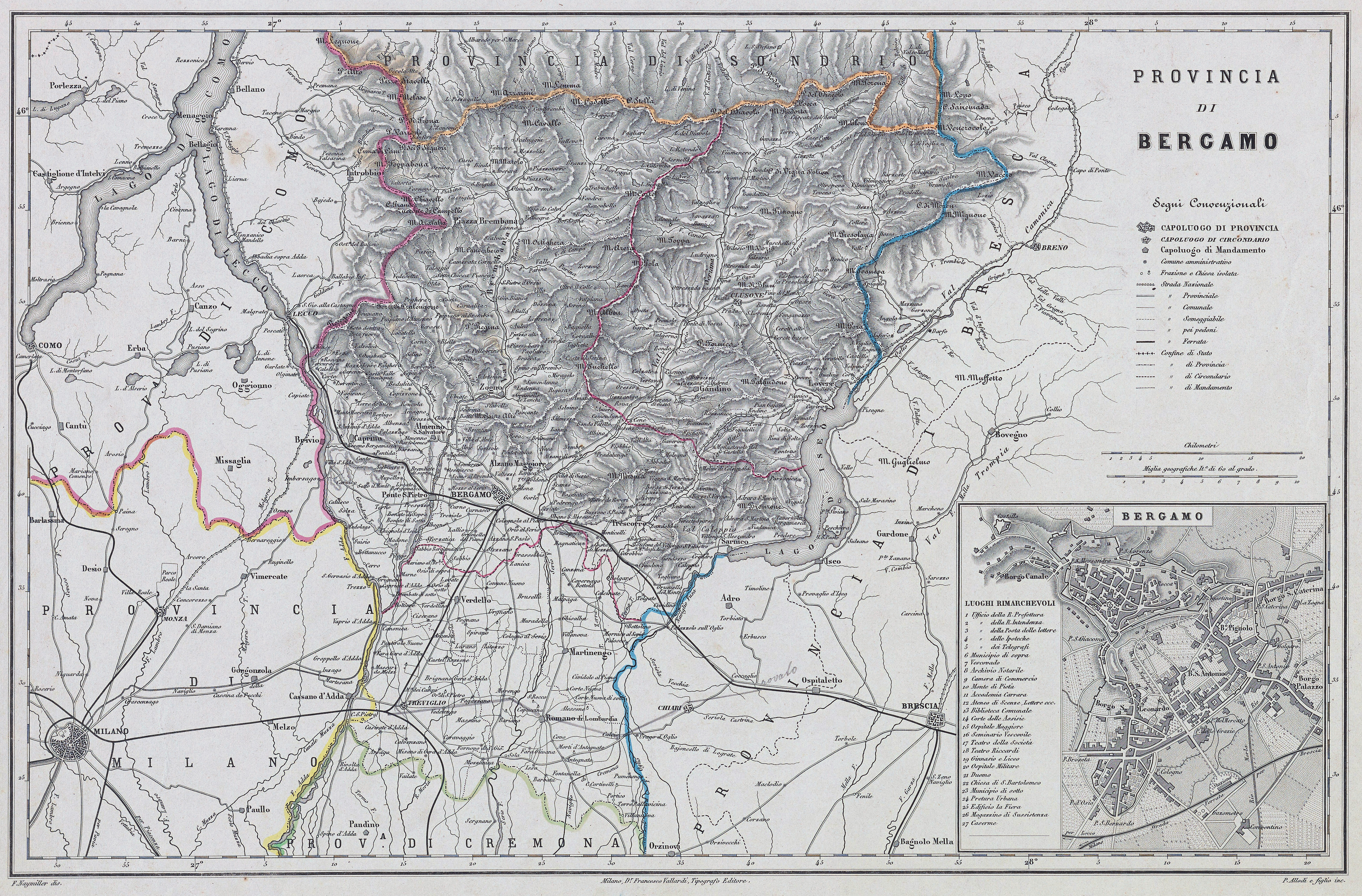
Mappa con indicazione dei confini del circondario di Bergamo nel 1868 circa

Sono qui riportate le conversioni tra le antiche unità di misura in uso nel circondario di Bergamo e il sistema metrico decimale, così come stabilite ufficialmente nel 1877.
Nonostante l'apparente precisione nelle tavole, in molti casi è necessario considerare che i campioni utilizzati (anche per le tavole di epoca napoleonica) erano di fattura approssimativa o discordanti tra loro.

## Misure di lunghezza
| Comuni            | Denominazione                  | Valore   | Unità |
| ----------------- | ------------------------------ | -------- | ----- |
| Tutti i comuni    | Braccio mercantile di Bergamo  | 0,659319 | m     |
| Tutti i comuni    | Braccio da fabbrica di Bergamo | 0,531414 | m     |
| Tutti i comuni    | Braccio di Milano              | 0,594936 | m     |
| Tutti i comuni    | Cavezzo di Bergamo             | 2,626603 | m     |
| Vedeseta, Brumano | Trabucco di Milano             | 2,611110 | m     |

Il braccio mercantile di Bergamo, il braccio da fabbrica di Bergamo ed il braccio di Milano si dividono in 12 once, l'oncia in 12 punti, il punto in 12 atomi.
Il cavezzo di Bergamo ed il trabucco di Milano si dividono in 6 piedi, il piede in 12 once, l'oncia in 12 punti, il punto in 12 atomi.

## Misure di superficie
| Comuni            | Denominazione                           | Valore   | Unità |
| ----------------- | --------------------------------------- | -------- | ----- |
| Tutti i comuni    | Pertica di Bergamo                      | 662,3082 | m²    |
| Tutti i comuni    | Braccio da fabbrica quadrato di Bergamo | 0,282401 | m²    |
| Tutti i comuni    | Braccio quadrato milanese               | 0,353949 | m²    |
| Vedeseta, Brumano | Pertica di Milano                       | 654,5179 | m²    |

La pertica di Bergamo, come la pertica di Milano, si divide in 24 tavole, la tavola in 12 piedi di tavola, il piede in 12 once di tavola, l'oncia in 12 punti di tavola, il punto in 12 atomi di tavola.
Il braccio da fabbrica quadrato di Bergamo ed il braccio quadrato di Milano si dividono in 12 once di braccio quadrato, l'oncia in 12 punti, il punto in 12 atomi di braccio quadrato.

## Misure di volume
| Comuni         | Denominazione                       | Valore  | Unità |
| -------------- | ----------------------------------- | ------- | ----- |
| Tutti i comuni | Braccio da fabbrica cubo di Bergamo | 150,072 | L     |
| Tutti i comuni | Braccio cubo di Milano              | 210,577 | L     |

Il braccio cubo da fabbrica di Bergamo ed il braccio cubo di Milano si dividono in 12 once di braccio cubo, l'oncia in 12 punti, il punto in 12 atomi di braccio cubo.

## Misure di capacità per gli aridi
| Comuni                                                | Denominazione               | Valore   | Unità |
| ----------------------------------------------------- | --------------------------- | -------- | ----- |
| Tutti i comuni                                        | Soma o sacco di Bergamo     | 171,2812 | L     |
| Sarnico, Viadanica, comuni del mandamento di Trescone | Sacco o bissacca da carbone | 512,0523 | L     |
| Comuni del mandamento di Sarnico                      | Bissacchina per il carbone  | 249,4915 | L     |

Il sacco di Bergamo si divide in 8 staia, lo staio in 4 quartari, il quartaro in 4 sedicini, il sedicino in 4 quartini.

## Misure di capacità per i liquidi
| Comuni                                         | Denominazione   | Valore   | Unità |
| ---------------------------------------------- | --------------- | -------- | ----- |
| Tutti i comuni                                 | Brenta          | 70,6905  | L     |
| Comuni dei mandamenti di Zogno e Piazza        | Pinta           | 1,636354 | L     |
| Serina, Zogno, comuni del mandamento di Piazza | Pinta           | 1,527264 | L     |
| Parzanica                                      | Zerla bresciana | 49,7427  | L     |

La brenta di Bergamo si divide in 6 secchie, la secchia in 9 pinte, la pinta in 2 boccali, il boccale in 4 zaine.
La zerla bresciana si divide in 4 secchie, la secchia in 9 pinte, la pinta in 2 boccali, il boccale in 2 mezzi, il mezzo in 2 tazze.
La pinta di Zogno e quella di Serino si dividono in 2 boccali, il boccale in 4 zaine.

## Pesi
| Comuni         | Denominazione             | Valore  | Unità |
| -------------- | ------------------------- | ------- | ----- |
| Tutti i comuni | Libbra grossa di Bergamo  | 812,822 | g     |
| Tutti i comuni | Libbra piccola di Bergamo | 325,129 | g     |

La libbra grossa si divide in 30 once, la libbra piccola in 12 once, l'oncia in 24 denari, il denaro in 24 grani.
Per gli usi farmaceutici si adoperava la libbra piccola mercantile e la libbra medica di Vienna eguale a grammi 420,008.
Gli orefici usavano il marco di zecca di Milano di grammi 234,997, il carato d'Olanda di grammi 0,20567 ed il carato di Venezia di grammi 0,20703.